# Johann Friedrich Boie
Pour les articles homonymes, voir Boie.
 (avril 2014).
Si vous disposez d'ouvrages ou d'articles de référence ou si vous connaissez des sites web de qualité traitant du thème abordé ici, merci de compléter l'article en donnant les références utiles à sa vérifiabilité et en les liant à la section « Notes et références ».

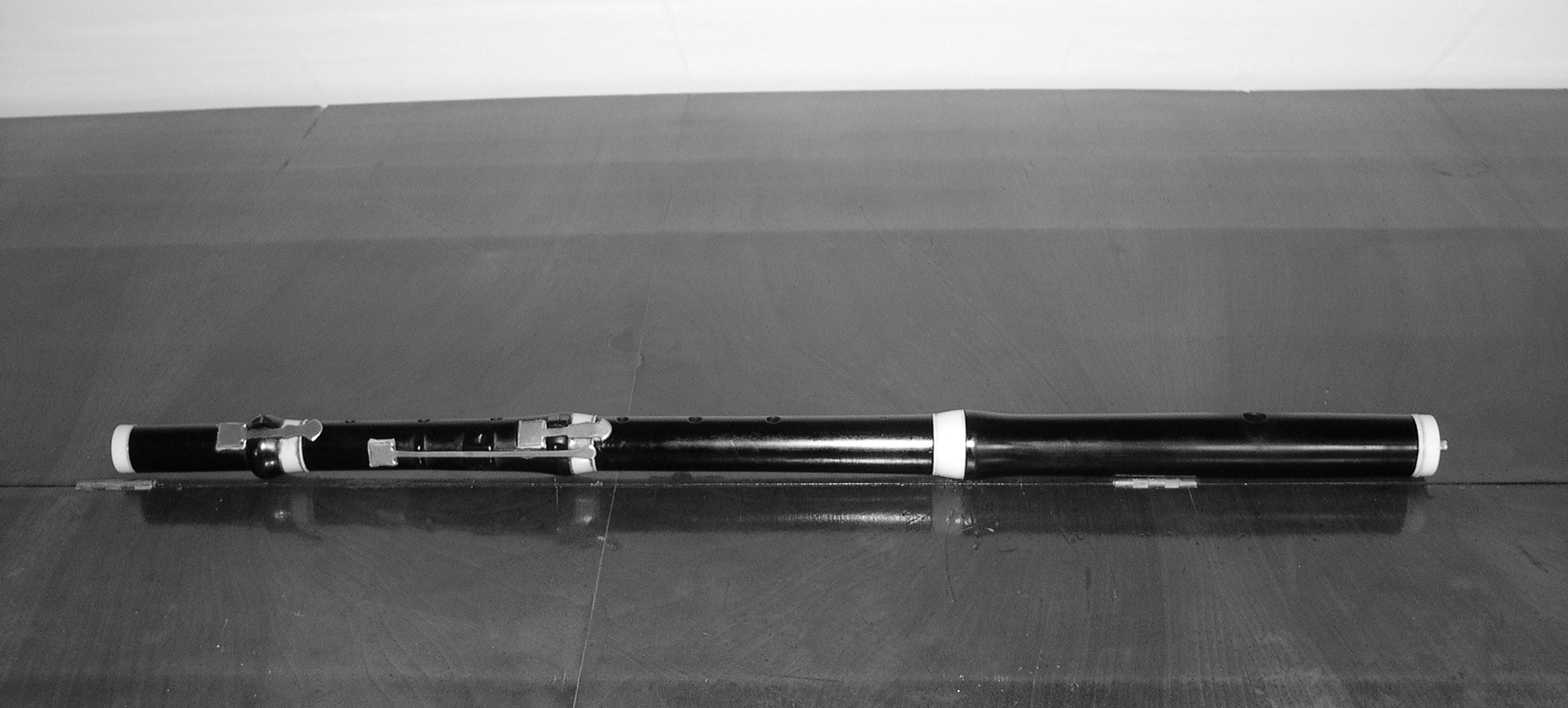
Flûte traversière de Johann Friedrich Boie (c.1789), avec la longue clef de fa de Friedrich Ludwig Dülon.

Johann Friedrich Boie (1762-1809) fut l'un des plus grands facteurs d'instruments à vent de la fin du XVIIIe siècle.

## Biographie
Johann Friedrich Boie est né le 10 décembre 1762 à Stolzenau en Basse-Saxe. Ses flûtes mais aussi ses clarinettes fabriquées vers 1800 sont idéales pour jouer la musique de Beethoven et de  Schubert. Il étudie la facture instrumentale avec Johann-Friedrich Engelhard de Nuremberg (dont il porte les mêmes  prénoms). Boie ouvre son atelier à Göttingen en 1789. Ses premiers modèles sont inspirés de Karl Augustin I Grenser de Dresde et de Richard Potter à Londres, comme la flûte à quatre clefs qu'il fabrique pour Friedrich Ludwig Dülon.
Vers 1800, Boie invente un nouveau type  d'instrument : une flûte en ut à huit clefs (avec le do et le do#) capable de faire sonner de manière égale et tempérée chaque registre.